# أومبو لاندو برانغي
أومبو لاندو برانغي (10 أغسطس 1943 - 6 أبريل 2021) فنان إندونيسي يُشار إليه غالبًا على أنه شخصية غامضة في عالم الأدب الإندونيسي منذ الستينيات.

## السيرة الشخصية
عُرف اسمه من خلال أعماله في شكل مقالات وشعر نُشر في وسائل الإعلام المختلفة. كان أمبو شاعرًا ومعلمًا للشعراء والفنانين الشباب في السبعينيات. في عام 2020 حصل على جائزة من مهرجان بالي جاني في الأدب. توفي أمبو بسبب كوفيد 19 في 6 أبريل 2021.